# Lou Levy
Louis A. "Lou" Levy (Chicago, Illinois, 5 de marzo de 1928 - Dana Point, California, 23 de enero de 2001) fue un pianista estadounidense de jazz, que desarrolló su música dentro de los estilos bop y cool.

## Historial
Debuta profesionalmente en las big bands de Jay Burkhart y Boyd Raeburn. En 1946, con sólo dieciocho años, comienza a trabajar junto a Sarah Vaughan y, después, con Georgie Auld, Chubby Jackson y, en la temporada 1948-49, Woody Herman, en la época de los Four Brothers. Luego tocará en la banda de Tommy Dorsey (1950) y otros grupos, antes de dejar temporalmente la escena musical, en 1952.
Regresará en 1954, tocando en clubs de su ciudad natal y en la escena west coast, asentado en California, junto con Shorty Rogers, Conte Candoli o Stan Getz. En los años siguientes acompañará a cantantes (Ella Fitzgerald, Peggy Lee, June Christy y Anita O'Day) y participará en los JATPs de Norman Granz. Entre otros muchos músicos con los que graba y actúa, a partir de los años 1960, encontramos a Zoot Sims, Nancy Wilson, Terry Gibbs, Supersax, Lena Horne, Dee Dee Bridgewater, Tony Benett y Frank Sinatra, ya en 1987, además de con sus propios grupos como líder.

## Estilo
Inicialmente estaba claramente influido por el estilo de Nat King Cole, aunque después asumió los postulados bebop a través de Bud Powell y Al Haig, convirtiéndose en uno de los pianistas bop más solicitados de Chicago. Su evolución es especialmente significativa en el plano armónico, especialmente en la interpretación de baladas.

## Discografía seleccionada
- Jazz in Hollywood, 1954
- Black Coffee (Peggy Lee), 1956
- A Most Musical Fella, 1956
- Jazz in Four Colors, 1956
- Solo Scene, 1956
- Piano Playhouse, 1957
- A Touch of Class, 1970s

Con Ella Fitzgerald
- - Ella in Rome: The Birthday Concert (1958, reeditado en 1988)
  - Ella Swings Lightly (1958)
  - Ella Fitzgerald Sings the George and Ira Gershwin Songbook (1959)
  - Get Happy! (1959)
  - Ella in Hollywood (1961)
  - Ella Returns to Berlin (1961)
  - Clap Hands, Here Comes Charlie! (1961)
- Impromptu (June Christy), 1977
- "The kid's got ears!", 1982
- Lunacy, 1992
- Ya Know, 1993
- By Myself, 1995
- Dear Ella (Dee Dee Bridgewater), 1997